# سارپس‌بورگ
سرپسبرگ (به لاتین: Sarpsborg) یک شهرستان در نروژ است که در اوستفولد واقع شده‌است.

## خصوصیات
سرپسبرگ ۴۰۶ کیلومترمربع مساحت و ۵۴٬۱۹۲ نفر جمعیت دارد و ۳۱ متر بالاتر از سطح دریا واقع شده‌است.

## ساکنان قابل توجه
والتر عاص (۱۹۲۸–۱۹۹۰)، هنرمند
لنی الکساندرا، مدل زرق و برق
رولد آموندسن، اکسپلورر، اول شخص دو رسیدن به قطب جنوب
جان اندرسون (۱۸۷۳–۱۹۴۹)، بازیکن لیگ اصلی بیس بال برای پانزده فصل در ایالات متحده
آرن Arnardo، صاحب سیرک
ژان گراث (۱۹۴۶-)، خواننده / ترانه‌سرا / هنرمند
استفان گراث (۱۹۷۱-)، هنرمند
سن استن نیلسن هنرمند / خواننده / ترانه‌سرا ("گلم" از کلاه گیس وام / نمایش باید برو (ملکه ادای احترام) / روندو)
ژوزفین رایان، زرگر، طراح طلا و جواهر
اسکار تورپ (۱۸۹۳–۱۹۵۸)، نخست‌وزیر نروژ
جاسمین هاوگ زندگی لطفاً (۱۹۸۸-) بازیگر نقش مکمل زن

## خواهرخوانده
شهرهای بیت‌لحم، برویک-آپون-توید و سودتلیا خواهرخوانده‌های سرپسبرگ هستند.